# Église Saint-Pierre du Plantay
Pour les articles homonymes, voir Église Saint-Pierre.
L'église Saint-Pierre est une église catholique située en France sur la commune du Plantay, dans le département de l'Ain, en région Auvergne-Rhône-Alpes.
Elle fait l'objet d'une inscription au titre des monuments historiques depuis le 9 avril 2008.

## Présentation
L'église Saint-Pierre fait l’objet d’une inscription au titre des monuments historiques depuis le 4 septembre 2008.